# Mijamoto Maszao
Mijamoto Maszao (宮本 正男) (1913. január 8. – 1989. július 12.) japán költő, prózaíró és műfordító. 1934 óta eszperantista. Számtalan műfordítás kötete jelent meg a japán irodalomból, klasszikus és modern szerzőktől egyaránt. Meghatározó élmény volt számára a második világháború és az azt követő hadifogság. Költeményeinek és prózai írásainak egyaránt legjellemzőbb vonása a klasszikus japán irodalom hagyomány formai és szemléleti elemeinek modern antimilitarista tartalommal való ötvözése.

## Főbb művei
- Invit' al japanesko (Meghívás japán ízekre, versek, 1972)
- Pri arto kaj morto (Művészetről és halálról, novellák, 1967)
- Naskitaj sur la ruino Okinavo (Akik az Okinawának nevezett romhalmazon születtek, önéletrajzi regény, 1976)